# I-183 (sous-marin)
Pour les articles homonymes, voir I-83.
L'I-183  (イ-183) est un sous-marin de classe Kaidai (海大型潜水艦, Kaidai-gata sensuikan) de la sous-classe Kaidai VII (海大7型（伊七十六型/伊百七十六型, Kaidai-nana-gata, classe I-76/I-176) en service dans la marine impériale japonaise durant la Seconde Guerre mondiale.

## Contexte
Après la Première Guerre mondiale, la marine impériale japonaise a réévalué l'utilisation de la guerre sous-marine comme élément de stratégie de flotte en raison du déploiement réussi de croiseurs-sous-marins à long rayon d'action pour les raids commerciaux des principales marines de combat. Les stratèges japonais en sont venus à réaliser les possibilités d'utilisation de l'arme pour la reconnaissance à longue portée, et dans une guerre d'usure contre une flotte ennemie qui s'approchait du Japon. Deux grands sous-marins japonais à longue portée avaient déjà été construits dans le cadre du programme de la flotte des Huit-six en tant que prototypes (I-51 et I-52), mais l'arrivée le 20 juin 1919 de sept U-boote allemands reçus par le Japon en réparation de guerre à la fin de la Première Guerre mondiale a conduit à une refonte complète. Les Japonais ont rapidement embauché des centaines d'ingénieurs et de techniciens de sous-marins allemands et d'anciens officiers de sous-marins allemands au chômage à la suite de la défaite de l'Allemagne pendant la Première Guerre mondiale, et les ont fait venir au Japon dans le cadre de contrats de cinq ans. L'ONI (Office of Naval Intelligence) américain a estimé que quelque 800 conseillers allemands s'étaient rendus au Japon à la fin de 1920. Les Japonais ont également envoyé des délégations en Allemagne, et 
ont participé activement à l'achat de nombreux brevets.

## Description
Les sous-marins de la sous-classe KD7 étaient des sous-marins d'attaque à moyenne portée développés à partir de la sous-classe KD6 précédente. La dernière version de la classe Kaidai a été élaborée en 1939. La construction s'étalant entre 1942 et 1943, la décision avait été prise à la suite du quatrième plan de réarmement japonais. Les tubes lance-torpilles arrières ont été supprimés pour en placer six à l'avant. L'endurance de ces navires a été portée à 75 jours.
Ils ont un déplacement de 1 656 t en surface et 2 644 t en immersion. Les sous-marins mesuraient 105 mètres de long, avaient une largeur de 8,25 mètres et un tirant d'eau de 4,58 mètres. Les sous-marins permettaient une profondeur de plongée de 80 m et avaient un effectif de 86 officiers et membres d'équipage.
Kampon a été retenu comme fabricant des moteurs diesel Mk.1B Model 8, dont les performances étaient supérieures de 30% à celles des moteurs des premières sous-classes. Pour la navigation de surface, les sous-marins étaient propulsés par deux moteurs diesel de 4 000 cv (2 950 kW), chacun entraînant un arbre d'hélice. En immersion, chaque hélice était entraînée par un moteur électrique de 900 chevaux-vapeur (671 kW). Ils pouvaient atteindre 23,1 nœuds (42,8 km/h) en surface et 8 nœuds (14,8 km/h) sous l'eau. En surface, les KD7 avaient une autonomie de 8 000 milles nautiques (15 000 km) à 16 noeuds (30 km/h); en immersion, ils avaient une autonomie de 50 milles nautiques (193 km) à 5 noeuds (9,3 km/h).
Les sous-marins étaient armés de 6 tubes lance-torpilles internes de 53,3 cm, tous à l'avant. Ils transportaient une recharge pour chaque tube, soit un total de 12 torpilles Type 95. Ils étaient également armés d'un canon de pont de 120 mm (L/40) Type 11e année pour le combat en surface et de 2 canons anti-aérien de 25 mm Type 96.

## Construction
Construit par Kawasaki à Kobe au Japon, le I-183 a été mis sur cale le 26 décembre 1941 sous le nom de Sous-marin n°161. Il est renommé I-83 le 1er novembre 1941 et I-183 le 20 mars 1942. Il a été lancé le 21 janvier 1943 et achevé et mis en service le 3 octobre 1943.

## Historique
Mis en service le 3 octobre 1943, le I-183 est rattaché au district naval de Sasebo et affecté au 11e escadron de sous-marins de la 1re Flotte du contre-amiral, le marquis Daigo Tadashige. Le capitaine de corvette (海軍少佐 (Kaigun-shōsa)) Saeki Takuo est le 1er et unique commandant du sous-marin.
Le 5 octobre 1943, le I-183 part de Kobe pour aller patrouiller dans la baie de Hiroshima et à Iyo Nada, en mer intérieure de Seto. Le 6 octobre 1943, à 10h40, le I-183 commence une série d'exercices de plongée dans la zone à l'ouest d'Osu, sur l'île Eta-jima. Au cours d'un essai de plongée, un des marins ne parvient pas à fermer la vanne d'induction principale. La salle des machines est inondée et malgré une explosion de la citerne principale, la poupe du I-183 touche bientôt le fond alors que la proue dépasse de l'eau. Le lieutenant ingénieur Hirobe Yoshio, actuellement attaché à l'officier mécanicien du I-183, réussit à fermer l'écoutille étanche menant au compartiment de l'équipage arrière, de sorte que l'envahissement est limité à la salle des machines principales et à la salle des moteurs électriques. Hirobe et 15 autres marins sont coincés dans la partie arrière du sous-marin.

Le capitaine de covette Saeki et la plupart des membres de l'équipage s'échappent par les tubes lance-torpilles avant et sont récupérés par les pêcheurs locaux.

Le contre-amiral Daigo dirige personnellement l'opération de sauvetage qui débute à 20h, après l'arrivée d'une grue flottante et d'une équipe de plongeurs du chantier naval de Kure. Le  octobre 1943, vers 1h00, le sous-marin est finalement renfloué, mais les 16 marins du compartiment arrière sont retrouvés morts.

En Janvier 1944, les réparations sont terminées et débutent des essais en mer.
Le 27 mars 1944, à la suite de l'observation d'un task group (groupe opérationnel) ennemi se dirigeant vers Palau, les I-183, I-44, Ro-47, Ro-116 et Ro-117 reçoivent l'ordre de se diriger vers une zone à l'est de Palau. Le 31 mars 1944, le I-183 quitte Kure en compagnie du I-44, mais est contraint de revenir en raison d'une défaillance mécanique. Le 6 avril 1944, il retourne à Kure pour des réparations.
Le 28 avril 1944, le I-183 est réaffecté à la 22e division de sous-marins de la 6e Flotte. Le I-183 quitte Kure pour Truk via Saipan. A 21h21, zigzagant à 17 noeuds après la sortie du détroit de Bungo, il est repéré par le radar SJ du sous-marin américain USS Pogy du Lieutenant Commander Ralph M. Metcalf. Le Pogy entame une poursuite en surface à la vitesse maximum.

Le 29 avril 1944, à 26 milles nautiques (48 km) au sud du cap Ashizuri. Le Pogy suit la route du I-183 et se rapproche à 1 300 mètres. A 00h34, le Pogy lance quatre torpilles Mark 23 réglées à 6 pieds (1,8 m). Deux minutes plus tard, la deuxième torpille touche la cible. Le I-183 coule en 40 secondes à la position géographique de 32° 07′ N, 133° 03′ E. À 00h39, on entend quatre ou cinq fortes explosions. Après 00h42, le Pogy fait demi-tour et traverse une grande nappe de pétrole "sentant la nouvelle essence d'aviation aromatique à 100 octanes".
Le 28 mai 1944, le I-183 est présumé perdu avec ses 92 officiers et membres d'équipage dans la zone sud de Honshu.
Le I-183 a été rayé de la liste de la marine le 10 août 1944.